# Oliarus mlanjensis
Oliarus mlanjensis är en insektsart som beskrevs av Van Stalle 1987. Oliarus mlanjensis ingår i släktet Oliarus och familjen kilstritar. Inga underarter finns listade i Catalogue of Life.